# 年齢
年齢（）とは、出生からの経過年数。齢（）。
| 目次 |
| --- |
| 1 年齢の表現と表記 2.1 年齢の表現 2.2 年齢の表記 2 年齢制限 2.1 制限のあるものの例 3 年齢の一覧 0 1 2 3 4 5 6 7 8 9 10 11 12 13 14 15 16 17 18 19 20 21 22 23 24 25 26 27 28 29 30 31 32 33 34 35 36 37 38 39 40 41 42 43 44 45 46 47 48 49 50 51 52 53 54 55 56 57 58 59 60 61 62 63 64 65 66 67 68 69 70 71 72 73 74 75 76 77 78 79 80 81 82 83 84 85 86 87 88 89 90 91 92 93 94 95 96 97 98 99 100 101 102 103 104 105 106 107 108 109 110 111 112 113 114 115 116 117 118 119 120 121 122 4 年齢と通称 5 脚注 6 参考文献 7 関連項目 |

## 年齢の表現と表記

### 年齢の表現
年齢の表現には満年齢と数え年がある。
満年齢（暦年齢）
満年齢とは、誕生日を起点に、生まれてからの年月を1年、2年と数え、（誕生日前日の満了）とともに年をとる表現方法。満年齢の表現方法では端数は何日と付け足して呼ぶ。
日本の法律では正確には誕生日ではなく誕生日前日の満了をもって年をとるとされている（学齢の計算などに影響がある）。

数え年
数え年とは、生まれた年を「1歳」とし、元日を迎えるごとに年を重ねる表現方法。
数え年の場合、12月生まれであれば、生まれた時点で1歳となり、（誕生の翌月に）年が変わって1月になれば2歳となる。
欧米諸国では満年齢による表現が一般的である。
古来、日本では広く数え年での年齢計算が使用されていた。しかし、日本の現代の法制度では、年齢は、1902年（明治35年）施行の「年齢計算ニ関スル法律」により誕生日から起算し、1950年（昭和25年）施行の「年齢のとなえ方に関する法律」により満年齢でとなえることになっている。満年齢による表現が定着したのは第二次世界大戦終結後である（宗教、伝統行事、葬儀（享年）、占いなどの分野では数え年が用いられることがある）。このような理由で、過去の文献での年齢表記には注意を要する。
これらとは別に以下のような年齢表現が用いられることもある。
- 満年齢のうち年未満の端数処理は切り捨てが一般的だが、生命保険の分野では、これを四捨五入した保険年齢と呼ばれる年齢で保険料を算出する会社または商品もある[注釈 1]。
- 人事労務の分野では、新規学卒者に対し、学歴に応じて一定の年齢とみなす学卒年齢という考え方がある[注釈 2]。
- 健康診査や人間ドックの分野では、年度年齢あるいは検診（健診）年齢と呼ばれる、当該会計年度の末日（3月31日）現在の満年齢が用いられる[注釈 3]。
- 国家試験のうち、建設業法に基づく施工管理技術検定の受検資格は、1級19歳以上、2級17歳以上だが、「受検年度末時点の年齢」としており、年度年齢と同様の考え方であるといえる[注釈 4]。
- 日本の法令の場合、ほとんどは満年齢を基準にしているが、法律上の資格の有効期間・更新期間の中には、資格者の誕生日を基準とするものもある[注釈 5]。

なお、以下特に必要があるときは満年齢と数え年を区別する。

### 年齢の表記
年齢を数える接尾辞は歳（）である。日本語では接尾辞の「サイ」の表記に「歳」と「才」の2種類があるが、年齢に「才」の漢字をあてるのは日本独特の用法である。中国では「歳」と「才」は発音やアクセントの異なる文字であったが、日本ではいずれも「サイ」と同音で「才」が「歳」の略字として用いられるようになった。また、日本では「才」が小学校で学ぶ教育漢字なのに対し、「歳」は中学校で学ぶ漢字であり学習時期の違いに対応するための教育上の配慮の側面もある。なお、江戸時代には「歳」と同音だから「才」を用いているのではなく「歳」の字形の一部を引き抜いて「才」を使うようになったいう説も現れている。
同様に「年齢」に代えて「年令」が用いられる。「歳」という文字の意味は「年」とほぼ同じ「とし」で、年数を数える単位に「年」、年齢を数える単位に「歳」がもっぱら使用される以外はしばしば混用される（例：年末=歳末）。

## 年齢制限
日本においては、2001年（平成13年）より雇用対策法第7条において「労働者の募集・採用に当たって年齢にかかわりなく均等に機会を与えるよう努めなければならない」と努力義務が設けられている。

### 制限のあるものの例
- 国際的な制限
  - 男子オリンピックのサッカー競技出場資格：夏季オリンピック開催年の1月1日時点で23歳以下[注釈 6]。
- 日本国内における制限
  - 公務員：国や多数の地方公共団体が受験資格に年齢制限を設けている。
  - プロ将棋棋士・囲碁棋士：将棋については新進棋士奨励会参照。
  - ボクシング：アマチュアの出場資格は35歳未満。日本ボクシングコミッションでは基本的に37歳でライセンス失効。
  - 遊園地における乗車制限：例えば、ジェットコースターは4歳もしくは5歳未満は乗車できない（遊園地によって異なる）[3]。

## 年齢の一覧
この一覧に掲載した項目については特に注記がない限り満年齢が基準となる。

### 0歳
- 満年齢方式においては出生時から翌年の誕生日までの年齢が0歳である。

 日本
- 男女とも権利・義務の主体となる（民法第3条の規定により出生時より、人の始期）。
- 児童福祉法上の「乳児」。
- 主要鉄道・一般バス・船舶で乗車無料となる。

### 1歳
- 数え年方式においては、出生時から同年の大晦日（12月31日）までの年齢が1歳である。
- 国際線飛行機の座席を使用しない場合に限り、大人の膝上同伴者につき1名ごとに幼児運賃（大人の10%）が適用される上限。

### 2歳
日本
- 国内線飛行機の座席を使用しない場合に限り、大人1名の膝上同伴者につき1名が無料となる上限。
- 国際線飛行機の小児運賃（大人の75％）適用下限（LCC別）。

### 3歳
日本
- 日本脳炎の予防接種が実施される。
- 飛行機の座席使用指導および小児運賃（大人の50％）適用下限（LCC別）。

### 5歳
日本
- 保育所・幼稚園の最低卒園年齢。
- 人口調査上の「乳幼児」上限。道路交通法上の「幼児」上限。
- 主要一般鉄道・一般バス・船舶で、幼児運賃制度[注釈 7]適用上限（入学前まで適用）。
  - 幼児が指定席・グリーン席[注釈 8]・寝台などを占有する場合には、席数ごとの小児運賃および小児指定席・グリーン・寝台等料金が必要。

### 6歳
日本
- 義務教育（初等教育6年制と前期中等教育3年制の計9年制）開始（日本国憲法第26条第2項、学校教育法第22条）となり、小学校に入学する。特別養子縁組の原則制限年齢。
- 主要一般鉄道・一般バス・船舶で、小児運賃[注釈 9]適用下限（ただし入学後）。
- 格安航空会社(LCC)以外の航空機は6歳から大人（12歳以上）の同伴者なしで搭乗できるものが多い（ただし、12歳未満はサポートサービスの利用が必要な場合がある）。
- 人口調査上、および道路交通法上の「児童」下限。
- 一部のブランドプリペイドカードの契約が可能となる[注釈 10]。

### 9歳
- イスラーム法（シャリーア）において女子と婚姻上の性行為が合法になる。ムハンマドがアーイシャに同様の行為をした際の彼女の年齢である[4]。

### 11歳
ニュージーランド
- 小学校の最低卒業年齢。

 日本
- 飛行機の小児運賃（大人の50％、国際線は75%）適用上限。（LCC別）
- 主要一般鉄道・一般バス・船舶で、小児運賃[注釈 9]適用上限（小学生まで）。

### 12歳
日本
- 小学校の最低卒業年齢。
- 中学校入学が可能になる。
- 主要一般鉄道・一般バス・船舶で、大人運賃適用下限（小学生を除く）。
  - その他の公共交通機関は12歳から。
- LCCは12歳から大人の同伴者なしで搭乗できるものが多い。
- 少年法における少年院送致下限年齢（正式にはおおむね12歳）。
- サッカー4級審判員の資格を取得できる年齢。
- 道路交通法上の「児童」上限。

### 13歳
日本
- 性的同意年齢に達する（但し、本人と相手との年齢差が5歳未満の場合に限る。本人が15歳の期間まで同じ。[5][注釈 11]）[注釈 12]
- 触法少年の上限年齢（13歳以下は刑事未成年）

### 14歳
日本
- 刑事責任を問うことができるようになる（刑法第41条）。
- 小児科受診の基本的上限年齢（受診を制限するものではない）。
- 人口調査上の「児童」上限。

 マダガスカル
- 女性の結婚が可能になる。

### 15歳
日本
- 義務教育期間が終了。中学校卒業最低年齢。
- 高等学校（後期中等教育3年制）・高等専門学校（後期中等教育を包含する高等教育5年制[注釈 13]）入学が可能になる。
- 児童手当支給上限年齢（支給は年度末まで）
- 遺言ができるようになる[注釈 14]（民法第961条）。
- 映画のレイティングシステムによってR-15指定（15歳未満の鑑賞禁止）された映画が視聴可能になる。
- 江戸時代までの元服の平均年齢[6]。
- 労働基準法における労働への従事が可能になる[注釈 15]。
- 一部のデビットカードの契約が可能となる[注釈 10][注釈 16]。
- 印鑑登録が可能になる。また、印鑑登録が可能になることにより、会社の取締役などに就任する事が可能[注釈 10]になる[注釈 17]。

### 16歳
日本
- 性的同意年齢に達する（この適用に限っては、本人と相手の年齢差が無限定となる[5][注釈 11]）[注釈 12]
- 日本赤十字社の200mLの献血が可能になる。
- 以下の免許・資格の取得が可能になる。
  - 原動機付自転車、普通自動二輪車、小型自動二輪車、小型特殊自動車の運転免許
  - 特殊小型船舶、2級小型船舶[注釈 18]、2級小型船舶（湖川小出力限定）の操縦免許
  - 無人航空機の操縦免許
  - 自家用の滑空機の操縦免許
- 特定小型原動機付自転車[注釈 19]が運転可能となる（2023年（令和5年）7月1日以降）[7]
- ゲームセンターの夜間立入規制の条件変更（都道府県により異なる）[注釈 20]
- 日本サッカー協会の認定するキッズリーダーの資格を取得できる。

  アメリカ・カナダ
- スウィート16パーティー (Sweet 16 party)（英語版）が誕生日に行われ、大人の仲間入りを祝う。主に中間層以上の女子が対象だが近年は男子も行う。

### 17歳
日本
- 高等学校卒業最低年齢。日本で飛び入学による大学（高等教育機関）への入学が可能な最低年齢[要出典]。
- 男性のみ日本赤十字社の400mLの献血が可能になる[注釈 21]。
- 14歳から17歳までに犯した犯罪の最高刑は無期懲役となる（少年法）。
- 以下の免許・資格の所得が可能になる。
  - 自家用の飛行機、ヘリコプター、飛行船の操縦免許
  - 航空通信士、二等航空士の資格
- 日本で警察官および消防士に採用されることが可能になる。
- 准看護師の受験資格が成立する実質最低年齢
- 青少年保護育成条例、児童福祉法、淫行条例、監護者わいせつ罪、監護者性交等罪、児童ポルノ禁止法の客体としての適用上限年齢。
- 少年法の虞犯少年適用上限年齢（18歳の「特定少年」の号も参照）[注釈 22]

 マダガスカル
- 男性の結婚が可能になる。

### 18歳
日本
- 男女の婚姻が可能になる[8][9][注釈 23][注釈 24][注釈 25][注釈 26]
- 民法上の成年となる（民法第4条）[9][注釈 27][注釈 28]。
  - 法律上の意思能力に欠缺がなければ原則として親権などから離脱する（監護教育権、居住指定権、懲戒権、財産管理権など）。反対効果として、自己決定義務が生ずる[注釈 29][注釈 30]。親族・後見人などによる扶養義務については、未成熟子扶養義務との関係で議論がある[注釈 31]。
  - 親権者、後見人の同意なく婚姻が可能になる（民法737条）。
  - 非嫡出子の認知、民事訴訟行為
  - 本人の意思のみで契約などの法律行為が可能。親権などから離脱する反対効果として、法定代理人等の取消権が及ばなくなる（民法第5条）。ただし、未成年（成年擬制を除く）である時にした契約は、引き続き法定代理人等の取消権が及ぶ。
    - 範囲を定めない一般契約（例：携帯電話等の一般通信契約、土地建物売買や賃貸借、商取引）
    - 遺産分割協議書の締結
    - 消費者金融から金銭の借り入れ[注釈 32][注釈 33]
- 選挙権が付与される（公職選挙法第9条）[注釈 34][10]。また、憲法改正の国民投票権が付与される[注釈 35]。
- 単独での帰化が可能となる[注釈 36]。
- 戸籍の分籍[注釈 36]
- 相続時精算課税制度、事業承継税制、贈与税特例税率、結婚・子育て資金一括贈与特例制度が適用可能[注釈 36]

- 性同一性障害者の性別変更の家庭裁判所審判[注釈 36]
- 10年間有効なパスポートの申請可能[注釈 36]。
- 大学・短期大学への入学が可能な最低年齢（飛び入学は除く）
- 児童扶養手当の支給上限年齢（支給は年度末まで）
- 女性の日本赤十字社の400mL献血、男女とも血漿・血小板の下限年齢。
- 労働基準法の規定により、22時 - 5時までの労働、法定危険有害業務等の作業が可能となる。
- 以下の免許・資格の取得が可能になる。
  - 普通自動車、準中型自動車、大型特殊自動車、けん引、大型自動二輪車の運転免許
  - 建設機械等の操作免許・資格 - フォークリフト運転者、小型移動式クレーン運転者、床上操作式クレーン運転者、玉掛作業者、車両系建設機械運転者、高所作業車運転者など[注釈 37][注釈 38]
  - 海技従事者資格のうち、海技士[注釈 39]、1級小型船舶操縦士の免許
    - 2級小型船舶操縦士の総トン数5トン未満限定が自動的に解除。操縦免許が取得できるのは16歳。

  - 航空従事者資格のうち、事業用の飛行機、ヘリコプター、飛行船、滑空機の操縦免許。
  - ほか各種免許
    - 潜水士、ガンマ線透過写真撮影作業主任者、エックス線作業主任者、ガス溶接作業主任者、ボイラー技士、ボイラー溶接士、ボイラー整備士、発破技士

  - ほか各種資格
    - 火薬類保安責任者、臭気判定士、毒物劇物取扱責任者
    - 航空運航整備士、航空機関士、一等航空士
    - 救命艇手
    - 日本サッカー協会認定C級コーチ、およびD級コーチ

  - 成年を基準とする免許、資格など[注釈 36]
    - 水先人、社会福祉主事、海技免許等の講習等の一部、公認会計士、司法書士、行政書士、土地家屋調査士、社会保険労務士ほかの資格、免許[注釈 40]
    - 医師、歯科医師、獣医師、薬剤師免許[注釈 41]
    - 人権擁護委員、民生委員となる資格
    - 社会福祉主事
- 一部のクレジットカードの契約が一般的に可能となる（原則、高校在学中を除く）[注釈 42][注釈 33]。
- 合法な有害役務営業、特定異性接客営業（所謂JKビジネス、JKリフレ、JKお散歩、JK撮影会など。ただし脱法型風俗営業店舗の場合は摘発を受ける）への就業が可能となる。
- 出会い系サイトに登録可能
- 出会い系サイトの運営[注釈 36]
- 原則、児童福祉法による保護の対象外となる[注釈 43]。
- 青少年保護育成条例による保護及び規制の対象外となる。
  - R-18指定（18歳未満の鑑賞禁止）された映画を視聴できる。
  - 有害図書、有害玩具、有害情報へのアクセス、購入などが可能になる。
  - 古物や古本を古物商に売却する際に、保護者などの同意が法令上[注釈 44]不要[注釈 45]
  - ブルセラ買受・売却受託・売却あっせんの解禁[注釈 44][注釈 46]
  - 深夜規制（概ね午後11時から午前4時まで[注釈 20]）解除。
    - 理由なく青少年らだけでの深夜外出が可能になる。
    - 映画館、ボウリング場、ゲームセンター、カラオケ、インターネットカフェ、漫画喫茶などへ深夜入店可[注釈 44][注釈 20]。
- 淫行条例、監護者わいせつ罪、監護者性交等罪、未成年者略取誘拐罪の客体対象外となる[11]。
- 児童ポルノ禁止法の客体対象外となる。
- 風俗営業に係る店舗全般[注釈 47][注釈 48]へ客としての入店（酒の提供、飲酒は不可）、および従業員として労働する事が可能になる。なお、法律上の規制である[注釈 44]。
  - ゲームセンターなどの入店時刻制限の解除[注釈 20]。
  - 酒類を提供する飲食店[注釈 49]へ午後10時以降でも客として入店可能（酒の提供、飲酒は不可）
- 性風俗関連特殊営業サービスの客としての入店（酒の提供、飲酒は不可）、および一部で[注釈 50]従業員として労働する事が可能になる。なお、法律上の規制である[注釈 44]。
- 裁判員制度の選出下限年齢[注釈 51]。
- この年齢以降に犯した罪の最高刑が死刑となる（少年法）
- 少年法の「特定少年」となり、刑事面を含む処分や処遇の基準が変化する[注釈 52]。
  - 18歳および19歳の者は「特定少年」とされ、虞犯少年適用対象外となる[注釈 53]。
  - 特定少年においても、保護処分（少年保護観察処分、児童自立支援施設等送致、少年院送致）は引き続き対象となる。ただし、18歳未満の少年とは処遇および基準が異なり、少年の要保護性ではなく、犯情の軽重を主眼として処分が決定される。
  - 特定少年である時に犯した、死刑又は無期若しくは短期一年以上の懲役若しくは禁錮に当たる罪の事件においては、原則として検察官逆送致となる。逆送致となった場合、原則として20歳以上の者と同様に扱われ、未決勾留などの緩和措置、少年法の不定期刑適用、労役場留置の禁止、仮釈放適用期間の短縮なども適用除外となる。
  - 検察官逆送され、公判廷で起訴された少年は実名報道の対象となる。
  - 特定少年のとき犯した罪により刑に処せられた者は、人の資格に関する法令の適用について、20歳以上の者と同様に、制限の対象となる。
- チャイルドラインに相談できる上限年齢。

### 19歳
日本
- サッカーくじ（toto）の購入が可能になる。
- 自衛官限定で中型自動車（自衛隊限定）、大型自動車（自衛隊限定）の運転免許取得が可能になる[注釈 54]。
- 二等航空整備士の資格取得可能。
- 母子及び父子並びに寡婦福祉法上の「児童」上限
- 特別児童扶養手当の支給上限年齢
- 児童自立生活援助事業、自立援助ホームの利用上限年齢
- 少年法の適用上限年齢[注釈 52]

### 20歳
日本
- 成人式 - 18歳成年施行後の取扱いの詳細は各自治体の裁量となっている。
- 養親となることができる（改正民法第792条）[注釈 55]。
- 国民年金への加入義務が生ずる。（就学中など免除制度はある）
- 以下の免許・資格の取得が可能になる。
  - 中型自動車の運転免許[注釈 56]
  - 船舶への船長または機関長としての乗り組み[注釈 57]
  - 一等航空整備士の資格
  - 鉄道車両の操縦免許（動力車操縦者）
  - 船舶に乗り組む衛生管理者の資格
- 管理栄養士、歯科衛生士の受験資格が成立する実質最低年齢
- 飲酒・喫煙が可能になる[注釈 55]。
- 公営競技（競馬・競輪・競艇・オートレース）の投票券が購入できる[注釈 55]。
- カジノ施設への入場が可能になる[注釈 55]。
- 短期大学・高等専門学校卒業の最低年齢（飛び級を除く）。
- 猟銃所持（特例を除く）が可能になる[注釈 55]。
- 少年法適用対象外となり、一般の刑事処分が適用され、実名報道の対象となる。

### 21歳
日本
- 以下の免許・資格の取得が可能になる。
  - 大型自動車の運転免許[注釈 58]
  - 第二種運転免許
  - 定期運送用の飛行機、ヘリコプター、飛行船の操縦免許
  - 航空工場整備士の資格
  - 運航管理者の資格
  - 教習指導員の受験資格

アメリカ合衆国
- 飲酒が可能になる。
- アメリカ食品医薬品局における「小児」の上限[12]

### 22歳
日本
- 大学院修士課程（博士前期課程）への入学が可能な最低年齢（飛び入学は除く）
- 看護師・保健師の受験資格が成立する実質最低年齢

### 24歳
- 薬剤師の受験資格が成立する実質最低年齢
- 医師の受験資格が成立する実質最低年齢
- 歯科医師の受験資格が成立する実質最低年齢
- 獣医師の受験資格が成立する実質最低年齢

### 25歳
日本
- 自動車教習所技能検定員の受験資格が得られる。
- 衆議院議員（総選挙）、都道府県議会議員、市町村長、市町村議会議員の被選挙権が付与される（公職選挙法第10条）。

### 27歳
日本
- 博士の学位が取得できる最低年齢（医学・歯学・薬学・獣医学、飛び入学は除く）。

### 29歳
日本
- 日本の女性の平均初婚年齢（29.4歳・2020年現在）[13]。

### 30歳
日本
- 参議院議員（通常選挙）、都道府県知事の被選挙権が付与される（公職選挙法第10条）。
- 日本の女性の平均第一子出産年齢（30.7歳・2020年現在）[13]。

### 31歳
日本
- 日本の男性の平均初婚年齢（31.0歳・2020年現在）[13]。
- 政令指定都市の市長の就任時最年少記録（2009年、千葉市の熊谷俊人市長）。

### 32歳
日本
- 国際連合国際公務員の国連事務局YPPによる採用上限年齢（学歴は大学卒業以上。但し、大学在学中での応募は不可能[14]。)なお、空席公募での採用は年齢不問(学歴は修士以上で経験年数が2年以上ある者に限る）。

### 35歳
日本
- 国連国際公務員のJPO派遣制度による採用上限年齢(学歴は修士以上で経験年数が2年以上ある者に限る[15])なお、空席公募での採用は年齢不問(学歴は修士以上で経験年数が2年以上ある者に限る）。
- 都道府県知事の就任時最年少記録（1947年、北海道の田中敏文知事）。
- 人口調査上の「壮年」下限。

 アメリカ合衆国
- アメリカ合衆国大統領の被選挙権（アメリカ合衆国大統領選挙）が付与される。

### 39歳
日本
- 不惑、初老（数え40歳、だが現在は60歳、または、65歳あたりを示す事が多い）

### 40歳
- メジャーリーグベースボールの日本人新人選手の最年長記録（2009年、ニューヨーク・メッツの高橋建投手、MLB史上でも3位の高齢新人選手）。

 日本
- 不惑、初老（現在は60歳、または、65歳あたりを示す事が多い）の誤用（前述）
- 介護保険第2号被保険者となる。
- 最高裁判所裁判官の就任下限年齢（裁判所法第41条）。

### 42歳
アメリカ合衆国
- アメリカ合衆国大統領の就任時最年少記録（1901年、セオドア・ルーズベルト）
- メジャーリーグベースボールの新人選手の最年長記録（1948年、クリーブランド・インディアンスのサチェル・ペイジ投手）。

### 44歳
日本
- 内閣総理大臣の就任時最年少記録（1885年、伊藤博文）。

### 45歳
- サッカー国際審判員の定年。
- 高年齢者雇用安定法における「中高年齢者」下限。

### 46歳
- 剣道の最高位である八段が取得できる年齢（七段受有後10年以上が受審条件）。

### 49歳
日本
- 中老、知命（ちゅうろう、ちめい、数え50歳）

### 50歳
日本
- 日本のプロ野球選手の試合出場最高齢記録（2015年、中日ドラゴンズの山本昌投手）

### 52歳
日本
- 大相撲幕内力士の最高齢記録（最高位関脇の宮城野錦之助。年寄としての初代宮城野）。

### 54歳
日本
- 女性の日本赤十字社の献血における、血小板の上限年齢。
- 高年齢者雇用安定法における「中高年齢者」上限。

### 55歳
日本
- 昭和時代の日本の企業の大半で、定年退職。
- 高年齢者雇用安定法における高年齢者下限。

### 59歳
- メジャーリーグベースボールの最年長出場記録（サチェル・ペイジ投手）。

### 60歳
日本
- 還暦 - もともとは数え61歳であるが、現在では満60歳を指す場合が多い。
- 再雇用制度普及前の日本の企業の多数で定年退職。
- 年金の繰り上げ支給の下限年齢。（老齢基礎年金）

### 64歳
日本
- 人口調査上の「壮年」・「現役世代」上限。

### 65歳
日本
- 日本で60歳が定年退職の年齢と定められていない企業の場合のほとんどで、定年退職。
- 年金受給開始年齢。
- 日本相撲協会における、年寄、行司、呼出、若者頭、世話人、床山の定年退職年齢。
- 介護保険第1号被保険者となる。
- 人口調査上および後期高齢者医療制度上の前期高齢者下限。

### 69歳
日本
- 日本赤十字社の献血における、200mL、400mL、血漿の上限年齢および男性の血小板の上限年齢（70歳の誕生日の前日まで可）。

### 70歳
日本
- 数え年の70歳は古希。ただし、現在では満年齢70歳を指すこともある。
- JRAにおける調教師の定年。
- 最高裁判所裁判官と簡易裁判所裁判官の定年。
- 老齢基礎年金の繰り下げ支給の上限年齢。
- 道路交通法に基づく高齢運転者標識努力義務規定対象の下限年齢。

### 73歳
- 世界183か国の平均寿命。男性70.8歳、女性75.9歳（2019年、WHO）[16]。

### 74歳
日本
- 人口調査上および後期高齢者医療制度上の前期高齢者上限。

### 75歳
日本
- 道路交通法に基づく高齢運転者標識表示義務規定対象の下限（ただし、道路交通法附則第22条により、当分の間、この表示義務規定は適用されないこととされている）。
- 人口調査上および後期高齢者医療制度上の後期高齢者下限。後期高齢者医療制度の被保険者となる。

### 77歳
- 宇宙飛行最年長記録( アメリカ　ジョン・グレン　1998年)

 日本
- 内閣総理大臣の就任時最高齢記録（1945年、鈴木貫太郎）。
- 日本の将棋におけるプロ棋士の現役最高齢記録（加藤一二三）。

### 78歳
日本
- 内閣総理大臣の最高齢在職記録（1916年、大隈重信）。

### 80歳
- エベレスト最高齢登頂記録( 日本　三浦雄一郎　2013年)

### 81歳
香港
- 香港の男性の平均寿命（81.27歳・2022年現在）[17]

 日本
- 日本の男性の平均寿命（81.05歳・2022年現在）[18]

### 84歳
日本
- 日本全体の平均寿命。（84.3歳・2019年現在）[16]

### 87歳
香港
- 香港の女性の平均寿命（87.16歳・2022年現在）[17]

 日本
- 日本の女性の平均寿命（87.09歳・2022年現在）[18]

### 94歳
日本
- 日本における国会議員の最高齢記録（尾崎行雄、前職として立候補した1953年第26回衆議院議員総選挙で落選）

### 97歳
日本
- 日本の囲碁におけるプロ棋士の現役最高齢記録（杉内雅男）。

### 100歳
アメリカ合衆国
- 2003年に連邦上院議員を退任したストロム・サーモンドは当時100歳。アメリカにおける公選連邦議会議員の最高齢記録。

### 116歳
- ギネスブックが認定する男性の最長寿記録（「木村次郎右衛門」参照）。

### 119歳
日本
- 日本人の最長寿記録（田中カ子参照）[19][20]。

### 122歳
- ギネス・ワールド・レコーズが認定する女性かつ人類の最長寿記録（ジャンヌ・カルマン参照）。

## 年齢と通称
全て数え年。現代では、満年齢で言われる場合もある。
| 年齢 （数え年）               | 名称        | 読み方            | 性別 | 典拠・由来 |
| ----------------------------- | ----------- | ----------------- | ---- | --- |
| 10歳                          | 幼学        | ようがく          | 共通 | 『礼記』曲礼上編より |
| 10歳                          | 辻髪        | つじかみ          |      | 子供の髪型から |
| 15歳                          | 志学        | しがく            | 男性 | 『論語』為政編。「吾十有五にして学に志す」 |
| 15歳                          | 笄年        | けいねん          | 女性 | 『礼記』内則編。初めて笄（かんざし）をさす歳であることから。20歳とする説もある。 |
| 16歳                          | 破瓜        | はか              | 女性 | 「瓜」（八と八）を加えて十六 |
| 20歳                          | 二十路      | ふたそじ          | 共通 | |
| 20歳                          | 二十歳 二十 | はたち            | 共通 | |
| 20歳                          | 弱冠        | じゃっかん        | 男性 | 『礼記』曲礼上編。「二十を弱と云ひ冠す」 |
| 30歳                          | 三十路      | みそじ            | 共通 | |
| 30歳                          | 而立 立年   | じりつ りゅうねん | 男性 | 『論語』為政編。「三十にして立つ」 |
| 30歳                          | 壮室 年壮   | そうしつ ねんそう | 男性 | 『礼記』曲礼上編。「三十を壮と云ひ室あり」 |
| 40歳                          | 四十路      | よそじ            | 共通 | |
| 40歳                          | 初老        | しょろう          | 共通 | |
| 40歳                          | 不惑        | ふわく            | 男性 | 『論語』為政編。「四十にして惑はず」。心に迷いがなくなる。 |
| 40歳                          | 強仕        | きょうし          | 男性 | 『礼記』曲礼上編。「四十を強と曰ふ、すなはち仕ふ」。智、気力が充実している。 |
| 48歳                          | 桑年        | そうねん          | 共通 | 「桑」の古い文字（桒）が4つの「十」と「八」と分解できるため |
| 50歳                          | 五十路      | いそじ            | 共通 | |
| 50歳                          | 五十算      | ごじっさん        |      | |
| 50歳                          | 杖家        | じょうか          | 共通 | 『礼記』王制篇。家の中で杖を用いることが許されるとされた。 |
| 50歳                          | 中老        | ちゅうろう        |      | |
| 50歳                          | 天命 知命   | てんめい ちめい   | 男性 | 『論語』為政編。「五十にして天命を知る」。天が自分に与えた使命を自覚する。 |
| 50歳                          | 艾服        | がいふく          |      | |
| 50歳                          | 艾年        | がいねん          | 共通 | 髪が艾のように色あせて白くなる年の意味から |
| 60歳                          | 六十路      | むそじ            | 共通 | |
| 60歳                          | 耳順        | じじゅん          | 男性 | 『論語』為政編。「六十にして耳順ふ」。相手の言うことから善悪などを素直に判断できるようになる。 |
| 60歳                          | 杖者        | じょうしや        |      | 杖を突く人 |
| 60歳                          | 杖郷        | じょうきょう      | 共通 | 『礼記』王制篇。郷土で杖を用いることが許されるとされた |
| 60歳                          | 本卦還り    | ほんけがえり      | 共通 | 出生年の干支と同じ干支に還（かえ）ること |
| 61歳                          | 還暦        | かんれき          | 共通 | 60年経つと出生時の干支に還（かえ）るので |
| 61歳                          | 華寿 華甲   | かじゅ かこう     | 共通 | 「華」が6つの「十」と「一」と分解できるため |
| 64歳                          | 破瓜        | はか              | 男性 | 八に八を乗ずる |
| 66歳                          | 緑寿        | ろくじゅ          |      | 日本百貨店協会が提案。「緑」の読み（ろく）から。 |
| 70歳                          | 七十路      | ななそじ          | 共通 | |
| 70歳                          | 古希        | こき              | 共通 | 杜甫「曲江」より。「人生七十、古来稀なり」の詩 |
| 70歳                          | 従心 踰矩   | じゅうしん ゆく   | 男性 | 『論語』為政編。「七十にして心の欲するところに従ひて矩を踰えず」。思うままに動いても人の道を踏み外さない。 |
| 70歳                          | 致仕        | ちし              |      | |
| 70歳                          | 杖国        | じょうこく        | 男性 | 『礼記』王制篇。国中どこでも杖を用いることが許されるとされた。 |
| 70歳                          | 懸車        | けんしゃ          |      | |
| 77歳                          | 喜寿        | きじゅ            | 共通 | 「喜」の草体が七十七のように見えるため。 |
| 80歳                          | 八十路      | やそじ            | 共通 | |
| 80歳                          | 傘寿        | さんじゅ          | 共通 | 「傘」の略字（仐）が八十と分解できるため。 |
| 80歳                          | 下寿        | かじゅ            | 共通 | 中国古伝説より。六十歳は下寿、八十歳は中寿、百歳は上寿という三寿（さんじゅ）の説もある。 |
| 80歳                          | 杖朝        | じょうちょう      | 男性 | 『礼記』王制篇。朝廷でも杖を用いることが許されるとされた。 |
| 81歳                          | 半寿        | はんじゅ          | 共通 | 「半」の字が八十一と分解できるため |
| 81歳                          | 盤寿        | ばんじゅ          | 共通 | 将棋の盤が 九×九 = 八十一 マスあることから。 |
| 81歳                          | 漆寿        | しつじゅ          | 共通 | 『礼記』より |
| 88歳                          | 米寿        | べいじゅ          | 共通 | 「米」の字が八十八と分解できるため。 |
| 90歳                          | 九十路      | ここのそじ        | 共通 | |
| 90歳                          | 星寿 聖寿   | せいじゅ          | 共通 | 囲碁界特有 |
| 90歳                          | 卒寿        | そつじゅ          | 共通 | 「卒」の略字（卆）が九十と分解できるため。 |
| 95歳                          | 珍寿        | ちんじゅ          | 共通 | |
| 99歳                          | 白寿        | はくじゅ          | 共通 | 「百」の字から一をとると白になる事から。 |
| 100歳                         | 百寿 紀寿   | ももじゅ きじゅ   | 共通 | 1世紀 = 100年から。 |
| 100歳                         | 期 期頤     | き きい           | 共通 | 『礼記』曲礼上編。「百年を期と曰い、頤わる」 |
| 100歳                         | 中寿        | ちゅうじゅ        | 共通 | 中国古伝説より |
| 100歳以上                     | 上寿        | じょうじゅ        | 共通 | |
| 108歳                         | 茶寿        | ちゃじゅ          | 共通 | 「茶」の字を分解すると「十、十、八十八」と分解できるため |
| 108歳                         | 不枠        | ふわく            | 共通 | 「枠」の字を分解すると「十、八、九十」と分解できるため |
| 111歳                         | 皇寿        | こうじゅ          | 共通 | 「皇」の字を分解すると「白 (=99)、一、十、一」と分解できるため |
| 111歳                         | 川寿        | せんじゅ          | 共通 | 「川」が111と読めるため |
| 111歳以上 112歳以上 120歳以上 | 珍寿        | ちんじゅ          | 共通 | これほどの長寿は珍しい事から |
| 119歳                         | 頑寿        | がんじゅ          | 共通 | 「頑」の字を分解すると「二、八、百、一、八」と分解できるため。 現在までに頑寿を迎えたのは世界で7人のみ。 |
| 120歳                         | 昔寿        | せきじゅ          | 共通 | 「昔」の字を分解すると「廿 (=20) + 百」と分解できるため。 現在までに昔寿を迎えたのは世界で4人のみ。 |
| 120歳                         | 上寿        | じょうじゅ        | 共通 | 中国古伝説より |
| 121歳                         | 大還暦      | だいかんれき      | 共通 | 2回目の還暦を迎えたことになるため。かつて長寿世界一とされた泉重千代を讃えるために作られた言葉だが、泉の記録は後にギネス非公認となった。現在までに大還暦を迎えたのは世界でジャンヌ・カルマンただ一人のみである。 |